# Tillobroma
Tillobroma is een vliegengeslacht uit de familie van de roofvliegen (Asilidae).

## Soorten
- T. aconcaguana Artigas & Lewis & Parra, 2005
- T. angulata Artigas & Lewis & Parra, 2005
- T. asiliformis (Wulp, 1882)
- T. critesi (Artigas, 1970)
- T. davidsoni (Artigas, 1970)
- T. digitata (Artigas, 1970)
- T. fucosa (Artigas, 1970)
- T. fucosoides Artigas & Lewis & Parra, 2005
- T. fulvicornis (Macquart, 1846)
- T. huasquina Artigas & Lewis & Parra, 2005
- T. leucoptera Artigas & Lewis & Parra, 2005
- T. leucotrica Artigas & Lewis & Parra, 2005
- T. megallanica (Artigas, 1970)
- T. nahuelbutae Artigas & Lewis & Parra, 2005
- T. obtusa (Engel, 1929)
- T. punctipennis (Philippi, 1865)
- T. purpurea Artigas & Lewis & Parra, 2005
- T. schineri (Artigas, 1970)
- T. spinipes Artigas & Lewis & Parra, 2005
- T. tregualemuensis Artigas & Lewis & Parra, 2005
- T. valentinei (Artigas, 1970)